# Paloh Kayee Kunyet (Nisam)
Paloh Kayee Kunyet is een bestuurslaag in het regentschap Aceh Utara van de provincie Atjeh, Indonesië. Paloh Kayee Kunyet telt 704 inwoners (volkstelling 2010).